# بيت النهام (الضالع)
بيت النهام هي إحدى قرى الجمهورية اليمنية. تتبع جغرافيا لمحافظة الضالع و إداريًا لمديرية قعطبة.و مدرية الحشاء يبلغ تعداد سكانها 2036 نسمة حسب الإحصاء الذي أجري عام 2004شيخ مشايخ النهام الشيخ محسن النهام   العود 
الحشاء الشيخ /علي احمد فارع النهام